# Jordi Salvador i Duch
Jordi Salvador i Duch, né le 23 juillet 1964 à Tarragone, est un homme politique espagnol membre de la Gauche républicaine de Catalogne (ERC).
Il est élu député de la circonscription de Tarragone lors des élections générales de décembre 2015.

## Biographie

### Études et profession
Jordi Salvador i Duch possède une licence en géographie et histoire et est docteur en anthropologie sociale et culturelle.

### Activités politiques
Il est syndicaliste.
Le 20 décembre 2015, il est élu député pour Tarragone au Congrès des députés et réélu en 2016.